# اووژ
اووژ (به فرانسوی: Évosges) یک کمون در فرانسه است که در Canton of Saint-Rambert-en-Bugey واقع شده‌است.

## خصوصیات
اووژ ۱۲٫۰۸ کیلومترمربع مساحت و ۱۳۰ نفر جمعیت دارد و ۷۴۰ متر بالاتر از سطح دریا واقع شده‌است.